# Chains (쿠키스의 노래)
〈Chains〉는 부부 관계에 있는 작곡가 팀 게리 고핀과 캐럴 킹이 쓴 노래로, 출시되지는 않았으나 원래 에벌리 브라더스가 녹음한 바 있다. 1962년 리틀 에바의 백 싱어인 쿠키스가 불렀고 미국 팝 차트에서는 17위, R&B 차트에서는 7위에 올라 히트한다. 이후 영국의 록 밴드 비틀즈가 커버하게 된다.

## 비틀즈 버전
1962년 11월 쿠키스의 버전이 출시될 당시 리버풀 밴드 사이에서는 노래를 커버하는 것이 유행했고, 비틀즈의 라이브 세트에서도 잠시 포함되었다. 이들은 1963년 2월 11일, 영국 데뷔 음반 《Please Please Me》의 수록곡을 위해 4테이크를 녹음했다. 가장 잘 나온 것은 첫 번째 테이크였다. 음악 평론가 이언 맥도널드는 비틀즈의 연주에 대해 "살짝 가락이 안 맞"으며 "즉흥적인 감이 부족하다"고 비판했다.
조지 해리슨이 리드 보컬로 참여했고 존 레논은 도입부에서 하모니카 연주를 했다. 이들은 BBC의 라디오 프로그램 《슬라이드 바이 슬라이드》, 《히어 위 고》, 《팝 고 더 비틀즈》 등을 위해 여러 번 라이브 공연을 들려주었으며, 여기서 나온 음원들은 1994년 컴필레이션 음반 《Live at the BBC》, 2013년 컴필레이션 음반 《On Air – Live at the BBC Volume 2》에 수록됐다.

## 참여 인원

### 쿠키스 버전
- 어진 맥크리 - 리드 보컬
- 마가렛 로스 - 백 보컬
- 도로시 존스 - 백 보컬
- 에바 보이드 - 백 보컬

### 비틀즈 버전
- 조지 해리슨 – 리드 보컬, 리드 기타
- 존 레논 – 리듬 기타, 하모니카, 하모니 보컬
- 폴 매카트니 – 베이스 기타, 하모니 보컬
- 링고 스타 – 드럼

노먼 스미스가 엔지니어로 참여
이언 맥도널드 제공

## 참여 인원
- Harry, Bill (2000). 《The Beatles Encyclopedia: Revised and Updated》. London: Virgin Publishing. ISBN 0-7535-0481-2.
- Lewisohn, Mark (1988). 《The Beatles Recording Sessions》. New York: Harmony Books. ISBN 0-517-57066-1.
- MacDonald, Ian (2005). 《Revolution in the Head: The Beatles' Records and the Sixties》 Seco Revis판. London: Pimlico (Rand). ISBN 1-84413-828-3.